# ترابوزان (دژ)
ترابوزان (ترکی استانبولی: Trabzon Kalesi) قلعه‌ای در ترکیه است.